# Berg (Norwegia)
Gmina Berg (norw. Berg kommune) – dawna gmina w Norwegii, leżąca w regionie Troms na wyspie Senja. Jej siedzibą było miasto Skaland.
Gmina została utworzona w 1838 roku. W 1902 roku z jej obszaru wydzielono gminę Torsken. W 2017 roku zadecydowano o połączeniu gmin Berg, Torsken, Lenvik i Tranøy w nową gminę Senja. Zmiana weszła w życie 1 stycznia 2020.

## Demografia
Według danych z roku 2005, gminę zamieszkiwało 1014 osób. Gęstość zaludnienia wynosiła 3,52 os./km². Pod względem zaludnienia Berg zajmowała 408. miejsce wśród norweskich gmin.
| ludność stan na 1 stycznia 2005 |         |           |       |
|                                 | kobiety | mężczyźni | razem |
| osób                            | 492     | 522       | 1014  |
| %                               | 48,52%  | 51,48%    | 100%  |

| wykształcenie stan na 1 października 2004 |            |         |        |          |
|                                           | podstawowe | średnie | wyższe | nieznane |
| osób                                      | 289        | 418     | 92     | 14       |
| %                                         | 35,55%     | 51,41%  | 11,32% | 1,72%    |

## Edukacja
Według danych z 1 października 2004:
- liczba szkół podstawowych (norw. grunnskolar): 2
- liczba uczniów szkół podst.: 141

## Władze gminy
Według danych na rok 2011 administratorem gminy (norw. rådmann) był Rolf Erik Søreide, natomiast burmistrzem (norw. ordfører, d. borgermester) był Jan Harald Jansen.